# Wohn- und Wirtschaftsgebäude Vechtaer Straße 25
Das Wohn- und Wirtschaftsgebäude Vechtaer Straße 25 (Hof Mehrholz) in Diepholz, Ortsteil Aschen, stammt aus dem 18. Jahrhundert. Aktuell (2023) wird es als Wohnhaus genutzt.
Das Gebäude steht unter Denkmalschutz (siehe auch Liste der Baudenkmale in Diepholz).

## Geschichte
Das eingeschossige Hallenhaus in Fachwerk mit Ziegelausfachungen und reetgedecktem Satteldach mit Uhlenloch und niedersächsischen Pferdeköpfen stammt von 1715 (Inschrift über dem früheren Tor, heute Tür mit Rundbogen). Die hofseitige Erschließung erfolgte früher durch die ehemalige Toreinfahrt. Es wurde zum Wohnhaus umgebaut.
Zum Hof gehören weitere nicht denkmalgeschützte Nebengebäude eines heute landtechnischen Lohnunternehmens.
Das Landesdenkmalamt befand: „… geschichtliche Bedeutung … durch beispielhafte Ausprägung eines Wohn-/ Wirtschaftgebäudes des frühen 18. Jahrhunderts …“